# 巴倫巴亞市 (卡拉波波州)

10°10′N 67°59′W / 10.167°N 67.983°W
巴倫巴亞市（西班牙語：Municipio Valencia），是委內瑞拉的一個市鎮，位於該國北部卡拉沃沃州，首府設於華倫西亞，面積623平方公里，2007年人口830,420，人口密度為每平方公里1,300人。